# Osthofen
Osthofen là một thị xã ở huyện Alzey-Worms, bang Rheinland-Pfalz, Đức. Đô thị này có diện tích 27,11 km². Đô thị Osthofen nằm bên tả ngạn sông Rhine, cự ly khoảng 10 km về phía bắc Worms.
Thị xã này đã là nơi đặt trại tập trung Osthofen và là nơi quay phim The Seventh Cross (Das Siebte Kreuz)

## Hình ảnh

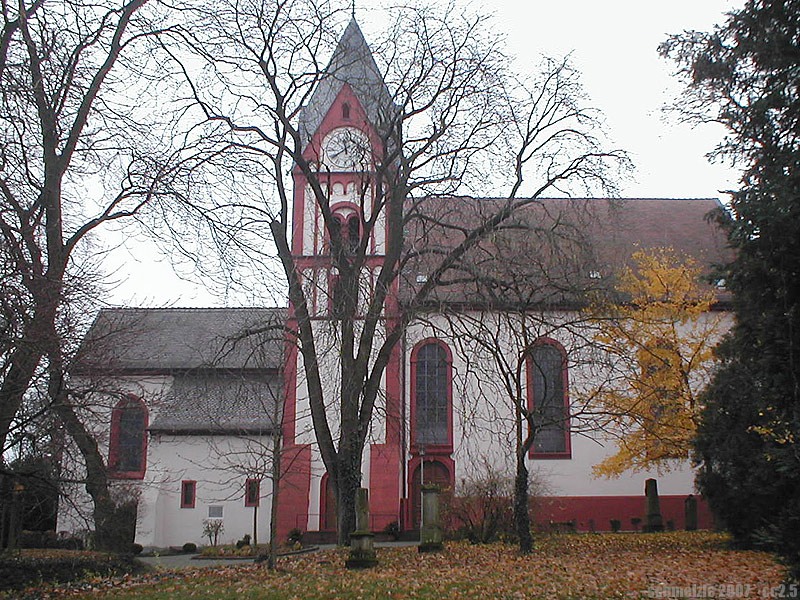
Giáo đường ở Osthofen
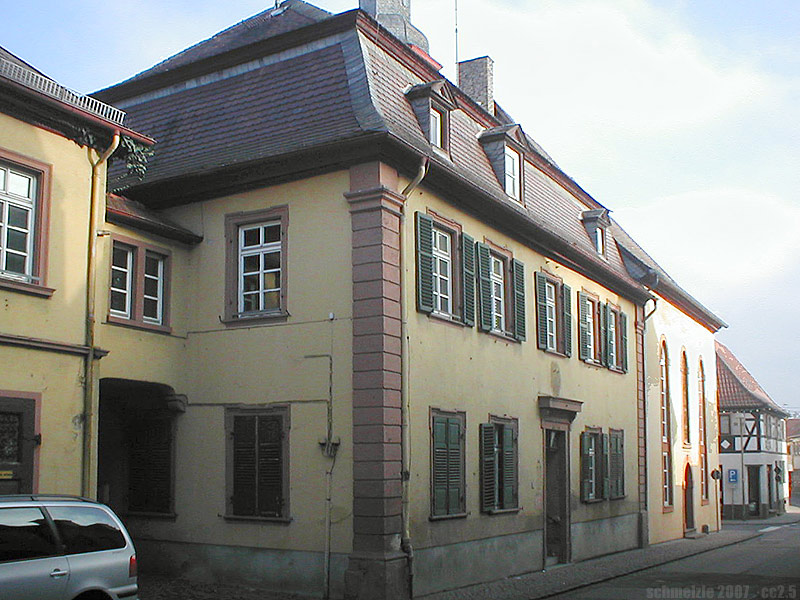
Tòa thị chính cũ ở Osthofen
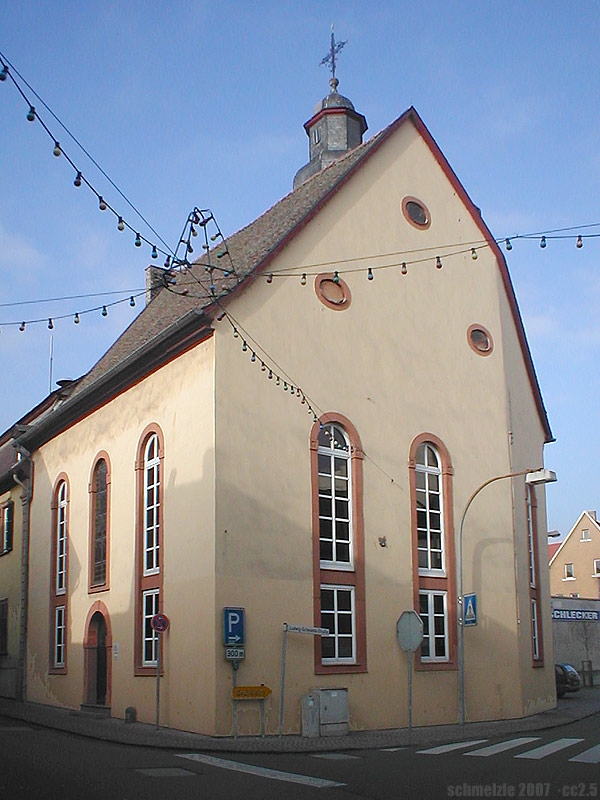